# カマリンスカヤ

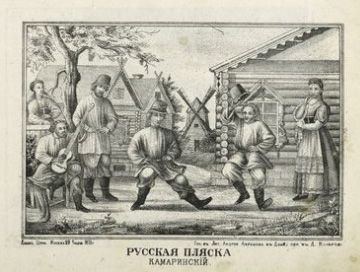
カマリンスカヤを踊る人々。1860-1880年代のルボーク

『カマリンスカヤ』（ロシア語: Камаринская）は、ロシアの伝統的な民族音楽の曲名、およびその旋律をもとにしたクラシック音楽の題名であり、とくにミハイル・グリンカによる同名の作品が有名である。

## グリンカの楽曲
幻想曲『カマリンスカヤ』は、ミハイル・グリンカによる管弦楽曲。
グリンカは1840年代にスペイン旅行を行い、スペインの民族音楽を使った『スペイン序曲』第1番「ホタ・アラゴネーサ」を作曲した。この作品で民族音楽の素材による作曲に自信を得たグリンカは、次にロシアの民族音楽を使った管弦楽曲を作ろうとした。
グリンカは婚礼の音楽「高い山から」(Из-за гор, гор высоких)と、舞曲「カマリンスカヤ」の2曲を素材として、1848年の8月から9月にかけて滞在中のワルシャワで作曲した。
初演は1850年3月15日に『スペイン序曲』第1番とともにサンクトペテルブルクで行なわれた。
曲の中では3小節しかないカマリンスカヤの旋律が伴奏を変化させながら70回前後にわたって繰り返される。このように伴奏を変化させながらくり返す手法は『スペイン序曲』第1番にもみられる。
短く単純な音楽ながら、その後のロシア音楽に与えた影響は絶大なものがあった。この曲はロシアの民族的素材を使った最初の管弦楽曲であり、リムスキー＝コルサコフやチャイコフスキーはいずれもこの曲を非常に高く評価している。バラキレフの『3つのロシアの主題による序曲第1番』や『イスラメイ』、チャコフスキーの交響曲第2番はいずれも伴奏を次々に変化させながら旋律をくり返す手法をグリンカから借りている。

### 楽器編成
- フルート2、オーボエ2、クラリネット2、ファゴット2、ホルン2、トランペット2、バストロンボーン、ティンパニ、弦5部[1]。

演奏時間は約6分。

### 内容
- Introduzione: Moderato ma energico. ♩ = 108 (Свадебная (Из-за гор, гор высоких))
- Allegro moderato. ♩ = 126 (Плясовая (Камаринская))
- Poco meno mosso. ♩ = 108
- Tempo ♩ = 126

ニ短調、4分の3拍子。10小節の荘重な序奏の後、弦楽器によってゆっくりした婚礼の音楽がはじまる。楽器やリズムを変えながら繰りかえされ、序奏の要素も加わって盛りあがったのち、ニ長調・4分の2拍子に変わり、第1ヴァイオリンによる短い導入部ののちにカマリンスカヤがはじまる。これも楽器やリズムを変えながらひとしきり繰りかえされた後、また婚礼の歌に戻る。こんどはハ長調でクラリネットによって導入部とカマリンスカヤが始まり（旋律はすこし変形される）、そこからニ長調に転調して大いに盛りあがる。

## その他の楽曲
ピョートル・チャイコフスキー『子供のアルバム』中のロシアの踊りもカマリンスカヤによっているが、グリンカのものとはかなり異なっている。
グリンカの曲のバラライカ用の編曲は赤軍合唱団のレパートリーとしてしばしば使われる。
2014年の映画『グランド・ブダペスト・ホテル』で使われている『カマリンスカヤ』はオシポフ国立ロシア民族オーケストラによる演奏で、やはりバラライカを主体とする。